# Debugger
En debugger (afluser på dansk) er et program, man anvender til at fejlfinde kildekode med.
En debugger kan bruges på flere måder. Hvis et computerprogram er gået ned, og der er dannet et dump, kan en debugger sammenholde det med programmets kildekode og vise, hvor fejlen opstod. Man vil også kunne se, hvilke data programmet arbejdede med. Man kan også bruge en debugger til trinvis gennemgang af et program eller dele af det. Efter hvert trin kan man se, hvad der er sket med programmets variabler.
For at få debuggeren til at give nok information er det normalt nødvendigt at oversætte programmet med specielle indstillinger, der sørger for, at navne på variabler gemmes i det oversatte program. Det kan også være nødvendigt, at undgå automatisk optimering af programmet.